# ابوالفضل ابوترابی
ابوالفضل ابوترابی (زاده ۳ فروردین ۱۳۵۵) سیاستمدار و حقوقدان اصولگرای ایرانی است، که هم‌اکنون در دوره دوازدهم مجلس شورای اسلامی به‌عنوان نمایندهٔ شهرستان‌های نجف‌آباد و تیران از استان اصفهان در مجلس حضور دارد. وی پیش‌تر در دورهٔ نهم، دهم و  یازدهم نیز نماینده نجف‌آباد بود.

## زندگی‌نامه
ابوالفضل ابوترابی ۳ فروردین ۱۳۵۵ در روستای عزیزآباد، تیران و کرون، در استان اصفهان زاده شد. وی تحصیلات خود در نجف‌آباد را در رشته مهندسی راه‌وساختمان به پایان رساند و در رشته علوم قضایی (قضاوت) در دانشگاه علوم قضایی تهران به ادامه تحصیل پرداخت و در سال ۱۳۸۱ پس از اخذ مدرک کارشناسی ارشد حقوق، به قضاوت در اصفهان مشغول شد. او سپس دادستان شهرستان تیران و کرون گردید و پس از آن توانست به عنوان نماینده نجف‌آباد، تیران و کرون به مجلس نهم راه یابد. او هم‌اکنون عضو کمسیون شوراها و امور داخلی کشور است.

## قانون «نسخ قانون تغییر ساعت رسمی کشور»
ابوالفضل ابوترابی با ارائه طرحی خواستار لغو قانون «تغییر ساعت رسمی کشور مصوب ۱۳۸۶/۰۵/۳۱» شد؛ قانونی که بر اساس آن ساعت رسمی کشور هر سال در ساعت ۲۴ روز اول فروردین‌ماه یک ساعت به جلو کشیده و در ساعت ۲۴ روز سی‌ام شهریورماه به حال سابق برگردانده می‌شد. این نماینده مجلس قانون تغییر ساعت رسمی را قانونی وارداتی از کشور فرانسه دانست و «کم تاثیر بودن تغییر ساعت در مصرف انرژی»، بی ارتباطی این قانون با «صرفه‌جویی اقتصادی» و «بروز اختلالات رفتاری» در روزهای ابتدایی را از دلایل خود برای لغو قانون تغییر ساعت رسمی کشور عنوان کرد. طرح پیشنهادی که این نماینده ارائه کرد، در نهایت و پس از اعمال اصلاحات مورد نظر شورای نگهبان در جلسه روز ۱۰ اردیبهشت ماه سال قبل صحن مجلس شورای اسلامی با ۱۵۱ رأی موافق، ۴۸ رأی مخالف و ۶ رأی ممتنع از مجموع ۲۲۵ نماینده حاضر در جلسه به تصویب نمایندگان مجلس رسید.